# Glenn Loury
Glenn Cartman Loury (nascido em 3 de setembro de 1948) é um economista americano, acadêmico e autor. Ele é o Professor Merton P. Stoltz de Ciências Sociais e Professor de Economia na Brown University, onde leciona desde 2005. Aos 33 anos, Loury tornou-se o primeiro professor afro-americano de economia na Universidade de Harvard a ganhar o cargo.
Loury alcançou destaque durante a Era Reagan como um dos principais intelectuais conservadores negros. Em meados da década de 1990, após um período de reclusão, adotou visões mais progressistas. Hoje, Loury se realinhou um pouco com as visões da direita americana, com o The New York Times descrevendo sua orientação política em 2020 como "inclinada para os conservadores".

## Infância e educação
Loury nasceu no South Side de Chicago, Illinois, crescendo em um bairro segregado. Antes de ir para a faculdade, ele teve dois filhos e os sustentou com um emprego em uma gráfica. Quando não estava trabalhando, ele teve aulas no Southeast Junior College, onde ganhou uma bolsa para estudar na Northwestern University. Em 1972, ele recebeu seu Bacharelado em Matemática pela Northwestern University . Ele recebeu seu Ph.D. em economia pelo Massachusetts Institute of Technology em 1976, escrevendo sua dissertação, "Essays in the Theory of the Distribution of Income", sob a supervisão de Robert M. Solow. No MIT ele conheceu sua futura esposa, Linda Datcher Loury.

## Carreira
Loury tornou-se professor assistente de economia na Northwestern University depois de receber seu Ph.D. Em 1979, mudou-se para lecionar na Universidade de Michigan e foi promovido a professor titular de economia em 1980. Em 1982, aos 33 anos, Loury tornou-se o primeiro professor negro titular de economia na história da Universidade de Harvard . Ele se mudou para a Kennedy School of Government de Harvard depois de dois anos. Enquanto na escola Kennedy ele faria amizade com William Bennett e Bill Kristol (mais tarde, ele disse em uma entrevista que sua nomeação em economia foi um erro porque ele "ainda não estava totalmente estabelecido como cientista". )
Em 1984, Loury chamou a atenção da crítica  com "A New American Dilemma", publicado no The New Republic, onde ele abordou o que ele chama de "falhas fundamentais na sociedade negra", como "o desempenho acadêmico defasado de estudantes negros, a taxa perturbadoramente alta de criminalidade negra, e o aumento alarmante de gravidez precoce entre os negros."
Em 1987, Loury estava sendo considerado subsecretário de Educação no governo Reagan. Ele se retirou da consideração em 1º de junho, três dias antes de ser acusado de agressão em uma disputa doméstica com uma mulher de 23 anos; ela mais tarde retirou as acusações. Loury foi posteriormente preso por posse de cocaína.
Após um período subsequente de reclusão e autorreflexão, Loury ressurgiu como um cristão nascido de novo e se descreveu como um "negro progressista". Loury deixou Harvard em 1991 para ir para a Universidade de Boston, onde dirigiu o Instituto de Raça e Divisão Social. Em 2005, Loury trocou a Boston University pela Brown University, onde foi nomeado professor do Departamento de Economia e pesquisador associado do Centro de Estudos e Treinamento Populacionais.
As áreas de estudo de Loury incluem teoria microeconômica aplicada: economia do bem-estar, teoria dos jogos, organização industrial, economia dos recursos naturais e economia da distribuição de renda . Além de economia, ele também escreveu extensivamente sobre os temas da desigualdade racial e política social. Loury testemunhou sobre questões raciais perante o Comitê Bancário do Senado em 4 de março de 2021. e apresentou no Bruce D. Benson Center Lecture Series na Universidade do Colorado Boulder em 8 de fevereiro de 2021. 
Loury apresenta o The Glenn Show no Bloggingheads.tv com John McWhorter, muitas vezes sobre questões de raça e educação.

## Posições políticas
Em um episódio de 2017 do podcast de Sam Harris, Waking Up, Loury afirmou que, embora costumava ser "um conservador de Reagan", agora se considerava um "democrata centrista, ou talvez um democrata levemente de centro-direita". O New York Times descreveu Loury como "de inclinação conservadora" e o Wall Street Journal descreveu Loury como um "Reagan Republicano".
Loury se opõe às reparações pela escravidão e cancela a cultura. Loury apoia o aumento da segurança nas fronteiras. Em 9 de janeiro de 2007, Loury se manifestou contra o aumento do número de tropas no Iraque.
Em junho de 2020, Loury publicou uma refutação a uma carta que a presidente da Brown University, Christina Paxson, enviou a estudantes e ex-alunos em resposta ao assassinato de George Floyd por um policial. Loury questionou o propósito da carta de Paxson, dizendo que ou "afirmava chavões que todos podemos subscrever ou, mais ameaçador, afirmava posições controversas e discutíveis como se fossem certezas axiomáticas".
Loury se opôs a Barack Obama em sua corrida presidencial de 2008. Durante os debates com John McWhorter, Loury defendeu Donald Trump. Loury mais tarde culparia Trump pelo ataque ao Capitólio dos Estados Unidos em 2021. Ele se opôs ao segundo impeachment de Donald Trump.

## Prêmios e honras
Loury foi eleito membro da Econometric Society em 1994, vice-presidente da American Economics Society em 1997, membro da American Academy of Arts and Sciences em 2000 e membro da American Philosophical Society em 2011. Ele foi eleito presidente da Eastern Economics Association em 2013. Loury é membro do Conselho de Relações Exteriores e é um dos principais colaboradores acadêmicos do projeto 1776 Unites. Ele recebeu o Prêmio Bradley em 2022.

## Vida pessoal
A esposa de Loury Linda Datcher Loury morreu em 2011. Desde então, ele se casou novamente.

## Publicações
- Loury, Glenn (1995). One by One From the Inside Out: Essays and Reviews on Race and Responsibility in America First ed. New York: Free Press. ISBN 978-0-02-919441-6
- «Social Exclusion and Ethnic Groups: The Challenge to Economics» (PDF). Boston University. 1999
- Loury, Glenn (2002). The Anatomy of Racial Inequality. Cambridge, MA: Harvard University Press. ISBN 978-0-674-00625-6
- Loury, Glenn; Modood, Tariq; Teles, Steven (2005). Ethnicity, Social Mobility and Public Policy: Comparing the US and the UK. Cambridge, MA: Harvard University Press. ISBN 978-0-521-82309-8
- Loury, Glenn; Karlan, Pamela; Wacquant, Loic; Shelby, Tommie (2008). Race, Incarceration, and American Values. Col: A Boston review book. Cambridge, MA: MIT Press. ISBN 978-0-262-12311-2